# Wjatscheslaw Semenow
Wjatscheslaw Mychajlowytsch Semenow (ukrainisch В'ячеслав Михайлович Семенов; * 18. August 1950 in Kiew; † 12. August 2022) war ein sowjetischer Fußballspieler.

## Karriere
Wjatscheslaw Semenow schaffte 1966 den Sprung aus der Jugend von Dynamo Kiew zur Profimannschaft des Klubs. Dort kam er bis 1969 jedoch nur dreimal zum Einsatz. Aus diesem Grund folgte der Wechsel zu Sorja Luhansk, dort absolvierte er 106 Spiele und schoss dabei 23 Tore. 1973 kehrte Semenow zu Dynamo Kiew zurück und konnte 22 weitere Einsätze verzeichnen. Es folgte ein Jahr beim FK Dnipro, ehe er 1976 erneut für Sorja Luhansk auflief und weitere 40 Spiele für den Klub absolvierte. Anschließend beendete er seine Karriere beim FC ZSKA Kiew.
Für die sowjetische Nationalmannschaft bestritt der Semenow 11 Länderspiele und gewann mit dieser bei den Olympischen Spielen 1972 in München die Bronzemedaille.